# Giuse Vũ Duy Thống
Giuse Vũ Duy Thống (1952–2017) là một giám mục Công giáo người Việt. Ông từng đảm nhận chức giám mục chính tòa Giáo phận Phan Thiết, giám mục phụ tá của Tổng giáo phận Thành phố Hồ Chí Minh và chủ tịch Ủy ban Văn hóa trực thuộc Hội đồng Giám mục Việt Nam. Bên cạnh các công tác mục vụ, Giám mục Giuse Vũ Duy Thống còn được biết đến như là một nhà văn, nhạc sĩ thánh ca với nghệ danh Thông Vi Vu. Ông là một trong hai giám mục Việt Nam có sáng tác nhạc, cùng với Giám mục Phaolô Nguyễn Văn Hòa.
Vũ Duy Thống sinh tại Thái Bình, từ thuở thiếu niên đã theo học tại Tiểu chủng viện Têrêsa Long Xuyên. Con đường tu trì tại chủng viện không liền mạch, do cậu Thống từng rời chủng viện để theo học tại Đại học Văn khoa Sài Gòn, ứng sinh Dòng Tên trước khi trở lại chủng viện. Cậu đã làm nhiều việc trong thời gian chờ được phong chức linh mục. 
Phó tế Vũ Duy Thống được phong linh mục vào năm 1985, và linh mục Thống đã thực hiện công tác mục vụ tại các giáo xứ Tân Mỹ, Bạch Đằng, cũng như phụ khảo và giáo sư tại Đại chủng viện Thánh Giuse Sài Gòn. Ông du học Đại học Công giáo Paris, Pháp năm 1993, tốt nghiệp năm 1998 với văn bằng Thạc sĩ Thần học.
Linh mục Vũ Duy Thống được cử làm Giám mục phụ tá Tổng giáo phận Thành phố Hồ Chí Minh vào năm 2001, sau đó là giám mục chính tòa Giáo phận Phan Thiết từ năm 2009 cho đến khi qua đời. Song song với hai vai trò kể trên, ông còn đảm nhận chức chủ tịch Uỷ ban Văn hóa, thuộc Hội đồng Giám mục Việt Nam từ năm 2001 đến khi qua đời. Sự qua đời đột ngột của Giám mục Thống dẫn đến tình trạng giáo phận Phan Thiết lâm cảnh trống tòa.

## Tu tập và linh mục
Giuse Vũ Duy Thống sinh ngày 2 tháng 7 năm 1952 tại Cao Mộc, tỉnh Thái Bình, thuộc Giáo phận Thái Bình. Cậu bé Thống cùng gia đình di cư vào miền Nam vào năm 1954. Cá nhân Giám mục Thống là thân nhân với linh mục Phêrô Kiều Công Tùng, sau là giám mục. Giáo xứ Cao Mộc, di cư vào miền Nam, trở thành Giáo xứ Cao Thái, Tổng giáo phận Thành phố Hồ Chí Minh. Giám mục Vũ Duy Thống và Giám mục Phêrô Kiều Công Tùng đều có giáo xứ gốc là Cao Thái.
Cậu Vũ Duy Thống là con trai trưởng trong gia đình có thân mẫu là nông dân và có bốn người con gồm hai nam hai nữ. Thân phụ là ông Giuse Vũ Duy Nhạ và thân mẫu là bà Maria Nguyễn Thị Thiệu. Nghĩa phụ của ông là Giám mục Gioan Baotixita Bùi Tuần. Năm 1964, cậu Thống theo học tại Tiểu chủng viện Têrêsa Long Xuyên cho đến năm 1970. Sau đó, năm 1971, chủng sinh Vũ Duy Thống rời bỏ con đường tu trì, rời chủng viện, theo học ngành triết học tại Đại học Văn khoa Sài Gòn, tốt nghiệp cử nhân Xã hội học vào năm 1974. Ông đã là Ứng sinh Ngoại trú của Dòng Tên trong khoảng từ hai đến ba năm, thường tự đạp xe đến dòng. Do thấy không phù hợp với Dòng Tên, cậu quyết định tiếp tục học tại chủng viện. Cậu Vũ Duy Thống tiếp tục chọn tu trì tại Tiểu chủng viện Thánh Giuse Sài Gòn trong hai năm, 1973 đến năm 1974, sau đó học tại Đại chủng viện Thánh Giuse Sài Gòn trong năm 1975.
Chủng sinh Thống tiếp tục theo học thần học tại Đại chủng viện Thánh Giuse Sài Gòn từ năm 1978. Theo tiểu sử được công bố năm 2009, chủng sinh Vũ Duy Thống học tại Đại chủng viện Sài Gòn từ năm 1975 đến năm 1980. Ông lao động tại Nông trường Lô 6, Củ Chi, trong hai năm 1980 và 1981. Chủng sinh Thống đã đến hỗ trợ mục vụ tại giáo xứ Tân Mỹ từ năm 1981 đến năm 1985. Trong thời kỳ chủng viện đóng cửa và chưa hoạt động trở lại, chủng sinh Vũ Duy Thống lao động bằng nhiều nghề khác nhau: câu cá, đan chiếu, dệt vải, kéo lá buông, đắp vỏ xe đạp, mắc trục đánh bồng…

## Thời kỳ linh mục
Phó tế Thống được thụ phong linh mục ngày 26 tháng 10 năm 1985 tại Tổng giáo phận Thành phố Hồ Chí Minh, bởi Tổng giám mục Phaolô Nguyễn Văn Bình. Sau khi được thụ phong, linh mục Thống được phân công về làm phụ tá giáo xứ Tân Mỹ, từ năm 1985 đến năm 1992. Song song cùng với nhiệm vụ tại Tân Mỹ, từ năm 1987 đến năm 1992, ông đặc trách xứ Bạch Đằng, Giáo hạt Hóc Môn. Từ năm 1992 đến năm 1993, linh mục Giuse là phụ khảo tại Đại Chủng viện Thánh Giuse Sài Gòn.
Năm 1993, linh mục Vũ Duy Thống được cử đi du học tại Pháp. Ông theo học bậc cao học ngành thần học tín lý tại Đại học Công giáo Paris. Năm 1998, ông trình bày luận án thạc sĩ về đề tài Khoa học và Thần học về Tôn giáo. Sau khi tốt nghiệp thạc sĩ, ông trở về phục vụ tại Tổng giáo phận Thành phố Hồ Chí Minh và được cử làm giáo sư Đại chủng viện Thánh Giuse Sài Gòn từ 1998 đến 2009. Linh mục Vũ Duy Thống là giáo sư phân môn Giáo hội học.

## Giám mục

### Giám mục tại Tổng giáo phận Thành phố Hồ Chí Minh
Giám mục Louis Phạm Văn Nẫm, nguyên giám mục phụ tá Tổng giáo phận Thành phố Hồ Chí Minh qua đời ngày 30 tháng 6 năm 2001. Giám mục phụ tá thay thế cố giám mục Nẫm, được công bố sau một tháng thỏa thuận giữa Nhà nước Việt Nam và Tòa Thánh là linh mục Vũ Duy Thống.
Ngày 14 tháng 7 năm 2001, Giáo hoàng Gioan Phaolô II bổ nhiệm linh mục Giuse Vũ Duy Thống đảm nhận vai trò giám mục phụ tá Tổng giáo phận Thành phố Hồ Chí Minh, kiêm danh nghĩa giám mục hiệu tòa Tortibulum. Lễ tấn phong của ông được tổ chức ngày 17 tháng 8 tại Vương cung thánh đường Đức Bà Sài Gòn, do Tổng giám mục Tổng giáo phận Thành phố Hồ Chí Minh Gioan Baotixita Phạm Minh Mẫn chủ phong và hai giám mục phụ phong là Giám mục Giáo phận Mỹ Tho Phaolô Bùi Văn Đọc và Giám mục Giáo phận Lạng Sơn và Cao Bằng Giuse Ngô Quang Kiệt. Tân giám mục Giuse Vũ Duy Thống là nghĩa tử của Giám mục Gioan Baotixita Bùi Tuần. Theo danh sách của Hội đồng Giám mục Việt Nam, ông là giám mục thứ 83, theo tiêu chí ngày tấn phong giám mục.
Năm 2003, Giám mục Thống cũng đến Rôma, tháp tùng Tổng giám mục Phạm Minh Mẫn nhận mũ hồng y vào tháng 11 năm 2003. Sau khi được tấn phong giám mục, Giám mục Vụ Duy Thống đảm nhận vai trò Chủ tịch Uỷ ban Văn hóa, trực thuộc Hội đồng Giám mục Việt Nam liên tục nhiệm kì VIII – nhiệm kì XIII, kéo dài từ năm 2001 cho đến khi qua đời vào năm 2017. Ông đồng thời là Chủ tịch Ban Quản trị Nhà Truyền thống Văn hóa và Đức Tin của Tổng giáo phận Thành phố Hồ Chí Minh. Giám mục Thống đã tham gia nghi thức cắt băng khánh thành cơ sở này vào đầu tháng 12 năm 2005. Sau năm 2006, Uỷ ban Văn hóa, dưới sự quản lý của Giám mục Thống, phụ trách bản tin Hiệp Thông của Hội đồng Giám mục Việt Nam.
Cuối tháng 3 năm 2006, Giám mục Vũ Duy Thống tham dự Hội nghị Con đường Truyền giáo và Đối thoại, tổ chức tại Rôma. Ông đã có bài phát biểu vào trưa ngày 28 tháng 3 với chủ đề Via Pulchritudinis và Đào tạo tại các Chủng viện và Trung tâm Văn hóa Công giáo. Ngày 17 tháng 3 năm 2007, ông được bổ nhiệm làm thành viên Uỷ ban Giáo hoàng về Văn hóa. Với tư cách thành viên này, Giám mục Thống đã thuyết trình đề tài Việc đào tạo linh mục và người thánh hiến giữa chủ thuyết vô thần và tục hóa (tiếng Ý: La formation des prêtres et des personnes consacrées entre athéisme et sécularisation) trong khóa họp Uỷ ban vào tháng 3 năm 2008 tại Vatican.
Đầu năm 2007, Giám mục Vũ Duy Thống gặp tai nạn giao thông, do đó ông đã dành thời gian viết bộ sách Hạt Nắng Vô Tư, chính thức phát hành vào dịp kỷ niệm 6 năm giám mục của mình.

### Giám mục Phan Thiết
Theo Giám mục Vũ Duy Thống, việc bổ nhiệm ông làm Giám mục Phan Thiết đã được đi theo một lộ trình định trước: Ngày 20 tháng 10 năm 2008, Tòa Thánh thông báo ý định bổ nhiệm đến chính phủ Việt Nam. Giáo hoàng Biển Đức XVI chính thức bổ nhiệm vào ngày 3 tháng 3, tuy nhiên ngày bổ nhiệm chỉ được công bố vào ngày 6 tháng 7 năm 2009, nhân dịp chuyến viếng thăm Ad Liminia [của Hội đồng Giá mục Việt Nam].
Ngày 25 tháng 7 năm 2009, Giáo hoàng Biển Đức XVI bổ nhiệm Giám mục Vũ Duy Thống đảm nhận chức giám mục Giáo phận Phan Thiết. Cùng trong bản tin này, còn có thông tin bổ nhiệm Giám mục Phêrô Nguyễn Văn Đệ làm giám mục giáo phận Thái Bình, linh mục Giuse Nguyễn Năng làm giám mục giáo phận Phát Diệm và linh mục Tôma Vũ Đình Hiệu làm giám mục phụ tá giáo phận Xuân Lộc. Giám mục Vũ Duy Thống được bổ nhiệm thay thế Giám mục Phaolô Nguyễn Thanh Hoan xin từ chức vì lý do tuổi tác theo Giáo luật. Phái đoàn Giáo phận Phan Thiết đã đến chào thăm tân giám mục giáo phận tại Tòa Tổng giám mục Sài Gòn vào ngày 29 tháng 7. Giám mục Thống cử hành lễ tạ ơn tại Đại chủng viện Thánh Giuse Sài Gòn vào ngày 28 tháng 8, chính thức nhậm chức tại giáo phận Phan Thiết vào ngày 3 tháng 9 năm 2009.
Sau hai năm quản lý tại Giáo phận Phan Thiết, Giám mục Vũ Duy Thống bổ nhiệm linh mục Gioan Baotixita Hoàng Văn Khanh làm Tổng Đại diện Giáo phận Phan Thiết. Giám mục Thống và đoàn các giám mục của Liên Hội đồng Giám mục Á Châu đã đến cử hành lễ tại Nhà thờ Xóm Thuốc, Tổng giáo phận Thành phố Hồ Chí Minh vào ngày 15 tháng 12 năm 2012.
Vào năm 2014, với tư cách Chủ tịch Uỷ ban Văn hóa, Giám mục Thống đã chủ sự hội thảo bàn luận về vấn đề tôn kính tổ tiên, theo ủy nhiệm của Hội đồng Giám mục Việt Nam. Cùng Giám mục Giuse Vũ Văn Thiên, Giám mục Vũ Duy Thống là một trong số ba giám mục tham gia Đại hội Thánh Mẫu La Vang tại Las Vegas, lần thứ VIII tổ chức vào giữa tháng 10 năm 2015.

## Qua đời
Sau lần phẫu thuật thông mạch tim, sức khỏe của Giám mục Thống đi xuống rõ rệt: bệnh viêm xoang khiến ông sốt và mệt. Trên đường xuống nhà cơm của tòa giám mục Phan Thiết, ông đã ngã xuống đất, do ảnh hưởng của đường huyết, cùng với đó là bệnh phổi tái phát. Báo Công giáo loan tin ngày 26 tháng 2 năm 2017 rằng Giám mục Thống bị té nhẹ nhưng cần trợ thở bằng oxy. Sau đó, ngày 27 tháng 2, Giám mục Thống rơi vào tình trạng hôn mê sâu và nguy kịch, bốn lần ngừng tim. Được biết, sau khi nhận được tin giám mục Thống nhập viện, nhiều nhà thờ ở Việt Nam đã dâng lễ cầu nguyện cho ông.
Ngày 28 tháng 2, Tòa giám mục Giáo phận Phan Thiết chính thức công bố tình trạng bệnh của giám mục chính tòa Giuse Vũ Duy Thống, cho biết là phổi của ông đang bị một loại virus không thể xác định hủy hoại rất nhanh. Đến 8 giờ sáng ngày 1 tháng 3 năm 2017, Giám mục Vũ Duy Thống qua đời tại bệnh viện Phạm Ngọc Thạch, Thành phố Hồ Chí Minh. Thi hài của ông được chuyển từ Thành phố Hồ Chí Minh về Phan Thiết cùng ngày. Các nghi thức tẩm liệm được cử hành bởi Giám mục Phêrô Trần Đình Tứ (nguyên giám mục Giáo phận Phú Cường) và Giám mục Emmanuel Nguyễn Hồng Sơn (giám mục Giáo phận Bà Rịa) cùng đông đảo các linh mục.
Sự qua đời đột ngột của Giám mục Thống làm nảy sinh nhiều quan điểm về nguyên nhân cái chết. Hãng thông tấn SBTN đặt nghi vấn Giám mục Vũ Duy Thống qua đời do bị đầu độc. Giám mục Vũ Duy Thống là giám mục thứ tư và là giám mục cuối cùng từng đảm trách chức Giám mục chính tòa Giáo phận Phan Thiết qua đời trong chưa đầy ba năm, sau sự qua đời của các giám mục: Phaolô Nguyễn Thanh Hoan (tháng 8 năm 2014), Nicôla Huỳnh Văn Nghi (tháng 5 năm 2015), Phaolô Nguyễn Văn Hòa (14 tháng 2 năm 2017).
Sau ba ngày quàn tại Tòa Giám mục, thi thể cố giám mục Vũ Duy Thống được di chuyển đến Nhà thờ chính tòa Phan Thiết vào sáng ngày 4 tháng 3. Tang lễ diễn ra vào lúc sáng ngày 6 tháng 3, cũng tại nhà thờ chính tòa Phan Thiết. Lễ an táng do Tổng giám mục Tổng giáo phận Thành phố Hồ Chí Minh Phaolô Bùi Văn Đọc chủ tế, cùng đồng tế có 29 giám mục trong Hội đồng Giám mục Việt Nam, cùng Tổng giám mục Leopoldo Girelli, Đại diện không thường trú của Tòa Thánh tại Việt Nam. Phụ trách giảng lễ là Giám mục Giuse Trần Văn Toản, trong khi nghi thức phó dâng và từ biệt do Tổng giám mục Giuse Nguyễn Chí Linh đảm trách. Cuối cùng, các nghi thức tại phần mộ do Giám mục Giuse Đỗ Mạnh Hùng thực hiện. Phần mộ cố giám mục được đặt dưới chân tượng thánh Giuse, trong lòng nhà thờ chính tòa Phan Thiết.
Sau khi Giám mục Giuse Vũ Duy Thống qua đời, Giáo phận Phan Thiết chính thức trống tòa. Hai tuần sau khi ông qua đời, ngày 14 tháng 3 năm 2017, Tòa Thánh bổ nhiệm giám mục chính tòa Giáo phận Bà Rịa Tôma Nguyễn Văn Trâm làm giám quản Tông Tòa giáo phận này. Cá nhân Giám mục Trâm đã gửi email đến Giáo phận Phan Thiết vào sáng ngày 15 tháng 3 để loan tin này. Việc bổ nhiệm này do Bộ Truyền giáo, giáo triều Rôma quyết định, và tân giám quản Tông Tòa theo hình thức sede vacante et ad nutum Sanctae Sedis (khuyết vị, theo ý Tòa Thánh). Việc này được trang tin Hội đồng Giám mục Việt Nam đưa tin sau đó vào ngày 17 tháng 3. Cuối tháng 4 năm 2017, Hội đồng Giám mục chọn Giám mục Giuse Đặng Đức Ngân thay thế chức vụ Chủ tịch Uỷ ban Văn hóa, thay cố Giám mục Vũ Duy Thống.

## Các tác phẩm nhạc
Giám mục Vũ Duy Thống, dưới bút hiệu Thông Vi Vu đã sáng tác hơn 30 bản nhạc có chủ đề là Giáng sinh. Ngoài việc soạn thảo nhạc, ông còn phát hành nhiều đĩa CD nhạc.
- Bài ca lửa cháy
- Ba vua lên đường
- Cánh thiệp Noel
- Dấu chân
- Để Mẹ trọn niềm vui
- Đôi dép
- Đôi khi
- Gieo gặt
- Gọi tên em
- Khúc ca Noel
- Khúc ca yêu đời
- Kinh gia đình
- Một chút
- Một mình không thể
- Mưa hạt cứu rỗi
- Mục đồng hỡi
- Ngài đã sinh ra
- Nghe Giáng sinh về gần
- Như hạt cà phê
- Sao không?
- Tít trên cao
- Tôi mơ

## Tông truyền
Giám mục Giuse Vũ Duy Thống được tấn phong giám mục năm 2001, thời Giáo hoàng Gioan Phaolô II, bởi:
- Giám mục Chủ phong: Tổng giám mục Tổng giáo phận Thành phố Hồ Chí Minh Gioan Baotixita Phạm Minh Mẫn.
- Hai giám mục phụ phong: Giám mục Phaolô Bùi Văn Đọc, giám mục chính tòa Giáo phận Mỹ Tho và Giám mục Giuse Ngô Quang Kiệt, giám mục chính tòa Giáo phận Lạng Sơn và Cao Bằng.

Giám mục Giuse Vũ Duy Thống là giám mục phụ phong cho các giám mục:
- Năm 2008, giám mục Phêrô Nguyễn Văn Khảm, hiện đang là giám mục chính tòa Giáo phận Mỹ Tho.
- Năm 2014, giám mục Giuse Trần Văn Toản, hiện đang là giám mục chính tòa Giáo phận Long Xuyên.
- Năm 2016, giám mục Giuse Đỗ Mạnh Hùng, hiện đang là giám mục chính tòa Giáo phận Phan Thiết.

Dưới đây là sơ đồ tính Tông truyền từ giám mục Việt Nam đầu tiên được giám mục ngoại quốc chủ phong cho đến đời Giám mục Vũ Duy Thống.